# Epicurica
Epicurica é um gênero de traça pertencente à família Agonoxenidae.